# Andoni Cedrún
Andoni Cedrún Ibarra (Durango, 5 de junio de 1960), más conocido simplemente como Cedrún, es un exfutbolista español que jugaba en la posición de guardameta. Es hijo de Carmelo, el que fuera portero del Athletic Club antes de la llegada de Iribar.

## Trayectoria como jugador
Andoni se formó en las categorías inferiores de la Cultural Durango y Real Murcia. Después pasó a las categorías inferiores del Athletic Club, llegando a jugar varias temporadas en el Bilbao Athletic. Debutó en Primera División, con el Athletic Club, el 7 de diciembre de 1980 en una victoria por 2-0 ante el Betis. En su primera temporada en el club bilbaíno disputó 29 partidos oficiales. De cara a la temporada siguiente, el Athletic Club incorporó a Zubizarreta, por lo que quedó relegado a portero suplente. 
En enero de 1984 recaló en el Cádiz CF, también en Primera División, con el que disputó 15 partidos.
Sus años gloriosos estuvieron ligados al Real Zaragoza, equipo al que llegaría en la temporada siguiente. Con el conjunto aragonés conquistó dos Copas del Rey, en las temporadas 1985-1986 y 1993-1994, y una Recopa de Europa, en la temporada 1994-1995. En este equipo pasó doce temporadas, disputando más de 340 partidos oficiales, siendo uno de los jugadores más queridos de la historia del Real Zaragoza y el guardameta que más partidos ha jugado con el club.
Su último año como profesional, también en la máxima categoría, estuvo ligado al CD Logroñés, aunque no pudo evitar el descenso al final de la campaña.

### Selección nacional
Fue internacional sub-20 y sub-21 con la selección española. Con ambos equipos disputó un partido.

## Tras su retirada
Se desvinculó por completo del mundo del fútbol, colaborando en empresas de diversa índole, aunque ocasionalmente actúa como comentarista para algún medio de comunicación como el programa deportivo radiofónico Tiempo de Juego de la cadena COPE o el programa zaragocista (especialmente) dominical de La Jornada de Aragón TV desde el año 1998.  

## Clubes
| Club                    | País   | Año       |
| ----------------------- | ------ | --------- |
| Bilbao Athletic         | España | 1978-1980 |
| Athletic Club           | España | 1980-1983 |
| Cádiz Club de Fútbol    | España | 1984      |
| Real Zaragoza           | España | 1984-1996 |
| Club Deportivo Logroñés | España | 1996-1997 |

## Palmarés

### Campeonatos nacionales
| Título                     | Club          | Año  |
| -------------------------- | ------------- | ---- |
| Primera División de España | Athletic Club | 1983 |
| Copa del Rey               | Real Zaragoza | 1986 |
| Copa del Rey               | Real Zaragoza | 1994 |

### Campeonatos internacionales
| Título            | Club          | Sede  | Año  |
| ----------------- | ------------- | ----- | ---- |
| Recopa de la UEFA | Real Zaragoza | París | 1995 |